# La Bourgonce
La Bourgonce és un municipi francès, situat al departament dels Vosges i a la regió del Gran Est. L'any 2007 tenia 829 habitants.

## Demografia

### Població
El 2007 la població de fet de La Bourgonce era de 829 persones. Hi havia 320 famílies, de les quals 76 eren unipersonals (24 homes vivint sols i 52 dones vivint soles), 108 parelles sense fills, 112 parelles amb fills i 24 famílies monoparentals amb fills.
La població ha evolucionat segons el següent gràfic:
Habitants censats

### Habitatges
El 2007 hi havia 391 habitatges, 331 eren l'habitatge principal de la família, 45 eren segones residències i 15 estaven desocupats. 366 eren cases i 24 eren apartaments. Dels 331 habitatges principals, 283 estaven ocupats pels seus propietaris, 44 estaven llogats i ocupats pels llogaters i 4 estaven cedits a títol gratuït; 4 tenien dues cambres, 35 en tenien tres, 91 en tenien quatre i 201 en tenien cinc o més. 288 habitatges disposaven pel capbaix d'una plaça de pàrquing. A 130 habitatges hi havia un automòbil i a 187 n'hi havia dos o més.

### Piràmide de població
La piràmide de població per edats i sexe el 2009 era:
| Homes | Edats   | Dones |
| ----- | ------- | ----- |
| 0     | 95 o +  | 0     |
| 0     | 90 a 94 | 4     |
| 0     | 85 a 89 | 8     |
| 12    | 80 a 84 | 0     |
| 12    | 75 a 79 | 12    |
| 0     | 70 a 74 | 8     |
| 24    | 65 a 69 | 24    |
| 24    | 60 a 64 | 16    |
| 12    | 55 a 59 | 16    |
| 28    | 50 a 54 | 36    |
| 24    | 45 a 49 | 8     |
| 28    | 40 a 44 | 36    |
| 28    | 35 a 39 | 36    |
| 36    | 30 a 34 | 24    |
| 12    | 25 a 29 | 28    |
| 12    | 20 a 24 | 8     |
| 12    | 15 a 19 | 24    |
| 32    | 10 a 14 | 28    |
| 32    | 5 a 9   | 28    |
| 12    | 0 a 4   | 20    |

## Economia
El 2007 la població en edat de treballar era de 542 persones, 396 eren actives i 146 eren inactives. De les 396 persones actives 366 estaven ocupades (187 homes i 179 dones) i 30 estaven aturades (12 homes i 18 dones). De les 146 persones inactives 69 estaven jubilades, 34 estaven estudiant i 43 estaven classificades com a «altres inactius».

### Ingressos
El 2009 a La Bourgonce hi havia 331 unitats fiscals que integraven 871,5 persones, la mediana anual d'ingressos fiscals per persona era de 17.263 €.

### Activitats econòmiques
Dels 21 establiments que hi havia el 2007, 4 eren d'empreses de fabricació d'altres productes industrials, 6 d'empreses de construcció, 2 d'empreses de comerç i reparació d'automòbils, 1 d'una empresa d'hostatgeria i restauració, 2 d'empreses immobiliàries, 2 d'empreses de serveis, 3 d'entitats de l'administració pública i 1 d'una empresa classificada com a «altres activitats de serveis».
Dels 4 establiments de servei als particulars que hi havia el 2009, 1 era un paleta, 1 fusteria, 1 electricista i 1 restaurant.
L'únic establiment comercial que hi havia el 2009 era una botiga de menys de 120 m².
L'any 2000 a La Bourgonce hi havia 11 explotacions agrícoles.

## Equipaments sanitaris i escolars
El 2009 hi havia una escola elemental integrada dins d'un grup escolar amb les comunes properes formant una escola dispersa.

## Poblacions més properes
El següent diagrama mostra les poblacions més properes.